# 房子斌
房子斌（1973年11月27日—），又名房斌，男，中国影视演员，中国国家话剧院演员。代表作有电视剧《请你原谅我》、《远亲近邻》、《北部湾人家》、《大宋宫词》等。

## 家庭
妻子杨雨婷也是中国国家话剧院演员。